# Église Sainte-Grimonie de La Capelle
L'église Sainte-Grimonie de La Capelle est une église située à La Capelle, en France. Elle est dédiée à sainte Grimonie.

## Description
L'église de La Capelle (1883-1887), en style éclectique mêlant le roman italien et le mauresque, œuvre de l'architecte Charles Garnier.

## Localisation
L'église est située sur la commune de La Capelle, dans le département de l'Aisne.

## Historique
- 1937 : le chanoine Piétin, curé-doyen[2]